# Azogues (canton)
Azogues est un canton d'Équateur situé dans la province de Cañar.